# Aloe praetermissa
Aloe praetermissa ist eine Pflanzenart der Gattung der Aloen in der Unterfamilie der Affodillgewächse (Asphodeloideae). Das Artepitheton praetermissa stammt aus dem Lateinischen, bedeutet ‚übersehen‘ und verweist darauf, dass die Art zuvor fehlgedeutet wurde.

## Beschreibung

### Vegetative Merkmale
Aloe praetermissa wächst einzeln oder teilt sich manchmal in zwei bis drei Rosetten. Häufig wird ein kurzer aufrechter oder niederliegender Stamm ausgebildet. Die zehn bis 18 schließlich aufsteigend-ausgebreiteten, deltoiden, spitzen Laubblätter bilden Rosetten. Ihre trüb graugrüne Blattspreite ist 28 bis 45 Zentimeter lang und 7 bis 12 Zentimeter breit. Der Blattrand ist ganzrandig oder es sind wenige weiche Zähne vorhanden.

### Blütenstände und Blüten
Der Blütenstand ist reich und ausgespreizt verzweigt. Er erreicht eine Länge von 120 Zentimeter. Die aufrechten bis schiefen, lockeren Trauben bestehen aus einseitswendigen Blüten. Die Brakteen weisen eine Länge von 5 bis 8 Millimeter auf und sind 2,5 Millimeter breit. Die flaumhaarigen, rötlichen Blüten stehen an 10 Millimeter langen, roten Blütenstielen. Die Blüten sind 22 bis 28 Millimeter lang. Auf Höhe des Fruchtknotens weisen die Blüten einen Durchmesser von 5 bis 7 Millimeter auf. Darüber sind sie zur Mündung erweitert. Ihre äußeren Perigonblätter sind auf einer Länge von 7 Millimetern nicht miteinander verwachsen. Die Staubblätter und der Griffel ragen 1 bis 3 Millimeter aus der Blüte heraus.

## Systematik und Verbreitung
Aloe praetermissa ist in Oman auf Kalkstein in einer Höhe von etwa 1000 Metern verbreitet.
Die Erstbeschreibung durch Thomas A. McCoy und John Jacob Lavranos wurde 2002 veröffentlicht.

## Nachweise